# Lara Arruabarrena
Lara Arruabarrena Vecino (San Sebastián, 20 marzo 1992) è un'ex tennista spagnola di origine basca.

## Carriera

### 2007-2011 Circuito ITF
Nel 2007 incomincia la carriera della tennista nel circuito ITF, ma il primo risultato importante lo raggiunge a metà del 2008, quando arriva in finale al torneo ITF di Oviedo e vince il torneo contro la tedesca Hermon Brhane per 7-6(2), 6-4. Nello stesso anno raggiunge anche la finale al torneo di Sant Cugat, ma perde contro la connazionale Eva Fernandez-Brugles per 4-6, 5-7.
Il 2009 inizia con la prima finale nel doppio al torneo di Torrent, poi persa in coppia con Carla Roset-Franco contro le italiane Martina Caciotti e Nicole Clerico. Al medesimo torneo vince invece il titolo nel singolare. Il primo titolo ITF nel doppio arriva poi al torneo di Mollerusa, dove sempre in coppia con la Roset-Franco, batte l'argentina Tatiana Bua e la spagnola Ines Ferrer-Suarez per 6-3, 2-6, [10-6]. Nel prosieguo dell'anno vince il torneo di Lleida, il torneo di Siviglia nel singolare e il torneo di Vallduxo nel doppio in coppia con la britannica Amanda Carreras.
Il 2010 si apre con i tentativi di qualificazione ai tornei WTA di Marbella e Barcellona, entrambi falliti al primo turno. La tennista vince poi il primo torneo a Badalona, a maggio, e poco dopo vince il torneo di Mont De Marsan nel doppio in coppia con la connazionale Ines Ferrer-Suarez. in seguito perde la finale nel torneo di Koksijde con Maria-Teresa Torro Flor come partner. in conclusione d'anno vince il quarto titolo nel doppio al torneo di Madrid e vince sia il titolo nel singolare sia nel doppio al torneo di Maiorca. Ma non è finita qui, in quanto nelle 2 settimane successiva vince anche il successivo torneo di Maiorca, Vallduxo, di Vinaros, nel singolare e raggiunge la finale al torneo di Vallduxo, dover perde in 2 set.
Il 2011 si apre con la vittoria al torneo di Maiorca 2 contro la svizzera Conny Perrin, con il risultato di 6-1, 6-2 e solo dopo un mese vince ancora al torneo ITF di Madrid. Nel mese di aprile si qualifica per la prima volta ad un torneo WTA, quello di Marbella, e raggiunge i quarti di finale, perdendo dalla russa Svetlana Kuznetsova per 1-6, 2-6. Allo slam francese non va oltre il primo turno di qualificazione contro al tedesca Sabine Lisicki e così al torneo di Wimbledon, in questo caso contro la spagnola Beatriz Garcia Vidagany. Altro risultato importante raggiunto è il secondo turno al torneo di Palermo, mentre agli US Open si ferma sempre al primo turno di qualificazione. Nel doppio partecipa al primo torneo WTA, quello di Palermo, perdendo al primo turno, ma poi vince il torneo ITF di Biella, raggiungendo quota sei titoli. Subito dopo vince il settimo torneo nel doppio a Siviglia in coppia con la spagnola Estrella Cabeza Candela.

### 2012-2019
Il 19 febbraio 2012 vince il primo titolo WTA della sua carriera a Bogotá battendo in finale la russa Aleksandra Panova con il punteggio di 6-2, 7-5. Al Roland Garros 2012 si qualifica per la prima volta ad un torneo del Grande Slam ma viene eliminata al primo turno dalla serba Ana Ivanović; al torneo di Wimbledon invece perde all'ultimo turno di qualificazione. Nel mese di luglio raggiunge la finale nel doppio al torneo ITF di Biarritz in coppia con Monica Puig ma viene sconfitta dalle francesi Severin Beltrame e Laura Thorpe. Agli US Open 2012, si qualifica per il tabellone principale e raggiunge per la prima volta il secondo turno in uno Slam battendo Shahar Peer, ma perdendo da Jelena Janković.
Nel 2013 riesce a qualificarsi agli Australian Open, perdendo poi subito al primo turno dalla Hsieh Su-Wei. Il 17 febbraio 2013 si aggiudica il torneo WTA 125s di Cali battendo in finale la colombiana Catalina Castaño con il punteggio di 6-3, 6-2. Altro risultato importante raggiunto è la semifinale al torneo di Seul. Nel doppio vince il suo primo titolo WTA a Katowice in coppia con Lourdes Dominguez Lino, battendo la romena Ioana Raluca Olaru e la russa Valeriya Solovyeva per 6-4, 7-5 e poi raggiunge un'altra finale al torneo ITF di Sant Cugat, perdendo al terzo set.
Nel 2014 vince il suo 12º titolo ITF nel singolare al torneo di Bogotà, battendo in finale la svedese Johanna Larsson per 6-1, 6-3. Nel doppio vince il torneo WTA di Bogotà in coppia con Caroline Garcia e raggiunge la finale al torneo ITF di Grado. Ad agosto vince nel doppio il torneo ITF di Bogotà, in coppia con l'argentina Florencia Molinero e anche il torneo WTA di Seul in coppia con Irina-Camelia Begu. Due settimane dopo raggiunge la finale al torneo di Osaka.
Nel 2015 nel singolare raggiunge solo sue semifinali, al torneo di Norimberga e al torneo di Bastad. Nel doppio l'anno inizia con la vittoria al torneo di Acapulco in coppia con la spagnola Maria Teresa Torro Flor, mentre al torneo di Norimberga raggiunge solo la finale, così come al torneo di Bad Gastein. Il mese di agosto inizia con la sconfitta in finale al torneo di Washington DC e poi a fine settembre vince il quinto titolo WTA nel doppio, ancora a Seul. L'anno si chiude con la sconfitta in finale al torneo di Hong Kong.
I principali risultati nel 2016 in singolare sono la finale raggiunta al torneo ITF di Osprey nel mese di aprile e la vittoria al torneo WTA di Seul contro la romena Monica Niculescu. Nel 2016 continua a vincere nel doppio al torneo WTA di Bogotà in coppia con la tedesca Tatjana Maria e vince il titolo anche al torneo di Gstaad, in coppia con Xenia Knoll.
Nel 2017 raggiunge la finale nel singolare al torneo di Bogotà, ma perde da Francesca Schiavone per 4-6, 5-7; nel doppio invece non va oltre ai quarti di finale raggiunti al torneo di Indian Wells e al torneo di Bogotà. 
Nel 2018 perde per il secondo anno di fila la finale al torneo di Bogotà, questa volta contro la slovacca Anna Karolina Schmiedlova. Nel doppio perde la finale al torneo di Gstaad in coppia con Timea Bacsinszky. 
Nel 2019, nel singolare non va oltre il primo turno ai tornei di Auckland, Doha e DubaI; anche agli Australian Open si ferma al primo turno contro la francese Alizè Cornet. Nel doppio raggiunge due importanti semifinali, al torneo Premier 5 di San Pietroburgo e al torneo Premier 5 di Dubai.

## Statistiche WTA

### Singolare

#### Vittorie (2)
| Legenda               |
| --------------------- |
| Grande Slam (0)       |
| Ori Olimpici (0)      |
| WTA Finals (0)        |
| Premier Mandatory (0) |
| Premier 5 (0)         |
| Premier (0)           |
| International (2)     |

| N. | Data              | Torneo                          | Superficie  | Avversaria in finale | Punteggio     |
| 1. | 19 febbraio 2012  | XX COPA BBVA Colsanitas, Bogotà | Terra rossa | Aleksandra Panova    | 6-2, 7-5      |
| 2. | 25 settembre 2016 | Korea Open, Seul                | Cemento     | Monica Niculescu     | 6-0, 2-6, 6-0 |

#### Sconfitte (2)
| Legenda               |
| --------------------- |
| Grande Slam (0)       |
| Argenti Olimpici (0)  |
| WTA Finals (0)        |
| Premier Mandatory (0) |
| Premier 5 (0)         |
| Premier (0)           |
| International (2)     |

| N. | Data           | Torneo                            | Superficie  | Avversaria in finale      | Punteggio |
| 1. | 16 aprile 2017 | Claro Open Colsanitas, Bogotà     | Terra rossa | Francesca Schiavone       | 4-6, 5-7  |
| 2. | 15 aprile 2018 | Claro Open Colsanitas, Bogotà (2) | Terra rossa | Anna Karolína Schmiedlová | 2-6, 4-6  |

### Doppio

#### Vittorie (8)
| Legenda               |
| --------------------- |
| Grande Slam (0)       |
| Ori Olimpici (0)      |
| WTA Finals (0)        |
| Premier Mandatory (0) |
| Premier 5 (0)         |
| Premier (0)           |
| International (8)     |

| N. | Data              | Torneo                              | Superficie      | Compagna                | Avversarie in finale                  | Punteggio            |
| 1. | 14 aprile 2013    | BNP Paribas Katowice Open, Katowice | Terra rossa (i) | Lourdes Domínguez Lino  | Ioana Raluca Olaru Valerija Solov'ëva | 6-4, 7-5             |
| 2. | 13 aprile 2014    | Copa Colsanitas, Bogotà             | Terra rossa     | Caroline Garcia         | Vania King Chanelle Scheepers         | 7-6(5), 6-4          |
| 3. | 21 settembre 2014 | Kia Korea Open, Seul                | Cemento         | Irina-Camelia Begu      | Mona Barthel Mandy Minella            | 6-3, 6-3             |
| 4. | 1º marzo 2015     | Abierto Mexicano Telcel, Acapulco   | Cemento         | María Teresa Torró Flor | Andrea Hlaváčková Lucie Hradecká      | 7-6(2), 5-7, [13-11] |
| 5. | 27 settembre 2015 | Korea Open, Seoul (2)               | Cemento         | Andreja Klepač          | Kiki Bertens Johanna Larsson          | 2-6, 6-3, [10-6]     |
| 6. | 17 aprile 2016    | Claro Copa Colsanitas, Bogotá (2)   | Terra rossa     | Tatjana Maria           | Gabriela Cé Andrea Gámiz              | 6-2, 4-6, [10-8]     |
| 7. | 17 luglio 2016    | Ladies Championship Gstaad, Gstaad  | Terra rossa     | Xenia Knoll             | Annika Beck Evgenija Rodina           | 6-1, 3-6, [10-8]     |
| 8. | 22 settembre 2019 | Korea Open, Seoul (3)               | Cemento         | Tatjana Maria           | Hayley Carter Luisa Stefani           | 7-6(7), 3-6, [10-7]  |

#### Sconfitte (6)
| Legenda               |
| --------------------- |
| Grande Slam (0)       |
| Argenti Olimpici (0)  |
| WTA Finals (0)        |
| Premier Mandatory (0) |
| Premier 5 (0)         |
| Premier (0)           |
| International (6)     |

| N. | Data            | Torneo                                  | Superficie  | Compagna         | Avversarie in finale                   | Punteggio        |
| 1. | 12 ottobre 2014 | Japan Women's Open Tennis, Osaka        | Cemento     | Tatjana Maria    | Shūko Aoyama Renata Voráčová           | 1-6, 2-6         |
| 2. | 23 maggio 2015  | Nürnberger Versicherungscup, Norimberga | Terra rossa | Raluca Olaru     | Chan Hao-ching Anabel Medina Garrigues | 4-6, 6(5)-7      |
| 3. | 26 luglio 2015  | Gastein Ladies, Bad Gastein             | Terra rossa | Lucie Hradecká   | Danka Kovinić Stephanie Vogt           | 6-4, 4-6, [3-10] |
| 4. | 9 agosto 2015   | Citi Open, Washington                   | Cemento     | Andreja Klepač   | Belinda Bencic Kristina Mladenovic     | 5-7, 6(7)-7      |
| 5. | 18 ottobre 2015 | Hong Kong Open, Hong Kong               | Cemento     | Andreja Klepač   | Alizé Cornet Jaroslava Švedova         | 5-7, 4-6         |
| 6. | 22 luglio 2018  | Ladies Championship Gstaad, Gstaad      | Terra rossa | Timea Bacsinszky | Alexa Guarachi Desirae Krawczyk        | 6-4, 4-6, [6-10] |

## Circuito WTA 125

### Singolare

#### Vittorie (1)
| N. | Data             | Torneo              | Superficie  | Avversaria in finale | Punteggio |
| 1. | 17 febbraio 2013 | Copa Bionaire, Cali | Terra rossa | Catalina Castaño     | 6-3, 6-2  |

### Doppio

#### Vittorie (1)
| N. | Data          | Torneo                               | Superficie  | Compagna        | Avversarie in finale | Punteggio           |
| 1. | 4 agosto 2019 | Liqui Moly Open Karlsruhe, Karlsruhe | Terra rossa | Renata Voráčová | Han Xinyun Yuan Yue  | 6(2)-7, 6-4, [10-4] |

## Statistiche ITF

### Singolare

#### Vittorie (12)
| Torneo $100.000 (1) |
| Torneo $80.000 (0)  |
| Torneo $75.000 (0)  |
| Torneo $60.000 (0)  |
| Torneo $50.000 (0)  |
| Torneo $25.000 (0)  |
| Torneo $15.000 (0)  |
| Torneo $10.000 (11) |

| N.  | Data              | Torneo                                           | Superficie  | Avversaria in finale  | Punteggio     |
| 1.  | 6 luglio 2008     | Torneo Internacional Ciudad de Oviedo, Oviedo    | Cemento     | Hermon Brhane         | 7-6(2), 6-4   |
| 2.  | 26 aprile 2009    | Torneo Internacional Ciutat de Torrent, Torrent  | Terra rossa | Marta Marrero         | 6-2, 6-3      |
| 3.  | 20 settembre 2009 | Trofeig Ana Huidobro, Lleida                     | Terra rossa | Diana Buzean          | 6-3, 5-7, 6-2 |
| 4.  | 25 ottobre 2009   | Internacionales de Andalucìa Femeninos, Siviglia | Terra rossa | Neda Kozic            | 6-1, 6-2      |
| 5.  | 9 maggio 2010     | Torneo Tennis Club Badalona, Badalona            | Terra rossa | Yevgeniya Kryvoruchko | 6-4, 6-3      |
| 6.  | 7 novembre 2010   | ITF Women's Circuit Maiorca, Maiorca             | Terra rossa | Sandra Soler-Sola     | 6-3, 6-3      |
| 7.  | 14 novembre 2010  | ITF Women's Circuit Maiorca, Maiorca             | Terra rossa | Maria Joao Koehler    | 7-6(2), 6-3   |
| 8.  | 28 novembre 2010  | ITF Women's Circuit La Vall de Uixò, Vallduxo    | Terra rossa | Nanuli Pipiya         | 7-5, 7-6(6)   |
| 9.  | 5 dicembre 2010   | ITF Ciudad de Vinaros, Vinaròs                   | Terra rossa | Cristina Dinu         | 6-2, 6-0      |
| 10. | 13 febbraio 2011  | Torneo Mallorca II, Maiorca                      | Terra rossa | Conny Perrin          | 6-1, 6-2      |
| 11. | 13 marzo 2011     | Club de Tenis Chamartín ITF, Madrid              | Terra rossa | Leticia Costas        | 6-4, 6-2      |
| 12. | 17 agosto 2014    | Seguros Bolivar Open Bogotá, Bogotà              | Terra rossa | Johanna Larsson       | 6-1, 6-3      |

#### Sconfitte (2)
| Torneo $100.000 (0) |
| Torneo $80.000 (0)  |
| Torneo $75.000 (0)  |
| Torneo $60.000 (0)  |
| Torneo $50.000 (1)  |
| Torneo $25.000 (0)  |
| Torneo $15.000 (0)  |
| Torneo $10.000 (1)  |

| N. | Data            | Torneo                                                          | Superficie  | Avversaria in finale  | Punteggio     |
| 1. | 26 ottobre 2008 | Torneo Internacional de Tenis Sant Cugat, Sant Cugat del Vallès | Terra rossa | Eva Fernandez-Brugues | 4-6, 5-7      |
| 2. | 3 aprile 2016   | Wilde Lexus Women's USTA Pro Circuit Event, Osprey              | Terra verde | Madison Brengle       | 6-4, 4-6, 3-6 |

### Doppio

#### Vittorie (9)
| Torneo $100.000 (2) |
| Torneo $80.000 (0)  |
| Torneo $75.000 (0)  |
| Torneo $60.000 (0)  |
| Torneo $50.000 (1)  |
| Torneo $25.000 (3)  |
| Torneo $15.000 (0)  |
| Torneo $10.000 (3)  |

| N. | Data              | Torneo                                                | Superficie  | Partner                 | Avversario in finale                      | Punteggio        |
| 1. | 6 settembre 2009  | Trofeu Ciutat De Mollerussa, Mollerussa               | Cemento     | Carla Roset-Franco      | Tatiana Bua Ines Ferrer Suarez            | 6-3, 2-6, [10-6] |
| 2. | 29 novembre 2009  | Torneo Internacional Ciudad de Vall de Uxò, Vallduxo  | Terra rossa | Amanda Carreras         | Yera Campos-Molina Sandra Soler-Sola      | 6-4, 3-6, [11-9] |
| 3. | 4 luglio 2010     | Open Krys de Mont-de-Marsan, Mont-de-Marsan           | Terra rossa | Ines Ferrer Suarez      | Nadiia Kičenok Constance Sibille          | 6-3, 6-1         |
| 4. | 10 ottobre 2010   | Torneo Internacional Femenino Villa de Madrid, Madrid | Terra rossa | María-Teresa Torró-Flor | Irina-Camelia Begu Elena Bogdan           | 6-4, 7-5         |
| 5. | 7 novembre 2010   | ITF Women's Circuit Maiorca, Maiorca                  | Terra rossa | Ines Ferrer Suarez      | Maria João Koehler Avgusta Tsybysheva     | 7-5, 6-2         |
| 6. | 11 settembre 2011 | Torneo Internazionale Regione Piemonte, Biella        | Terra rossa | Ekaterina Lopes         | Janette Husárová Renata Voráčová          | 6-3, 0-6, [10-3] |
| 7. | 23 ottobre 2011   | Internacionales de Andalucìa Femeninos, Siviglia      | Terra rossa | Estrella Cabeza Candela | Leticia Costas Ines Ferrer Suarez         | 6-4, 6-4         |
| 8. | 17 agosto 2014    | Seguros Bolivar Open Bogotá, Bogotà                   | Terra rossa | Florencia Molinero      | Melanie Klaffner Patricia Mayr-Achleitner | 6-2, 6-0         |
| 9. | 12 ottobre 2019   | Torneo Internacional Ct El Collao, Riba-roja de Túria | Terra rossa | Sara Errani             | Marie Benoît Ioana Loredana Roșca         | 3-6, 6-4, [10-8] |

#### Sconfitte (6)
| Torneo $100.000 (1) |
| Torneo $80.000 (0)  |
| Torneo $75.000 (0)  |
| Torneo $60.000 (0)  |
| Torneo $50.000 (0)  |
| Torneo $25.000 (3)  |
| Torneo $15.000 (0)  |
| Torneo $10.000 (2)  |

| N. | Data             | Torneo                                                          | Superficie  | Partner                 | Avversario in finale                   | Punteggio        |
| 1. | 26 aprile 2009   | Torneo Internacional Ciutat de Torrent, Torrent                 | Terra rossa | Carla Roset-Franco      | Martina Caciotti Nicole Clerico        | 5-7, 6-0, [9-11] |
| 2. | 15 agosto 2010   | Flanders Ladies Trophy Koksijde, Koksijde                       | Terra rossa | María-Teresa Torró-Flor | Nicole Clerico Justine Ozga            | 7-5, 4-6, [6-10] |
| 3. | 28 novembre 2010 | ITF Women's Circuit La Vall de Uixò, Vallduxo                   | Terra rossa | Benedetta Davato        | Amanda Carreras Andrea Gámiz           | 6(5)-7, 3-6      |
| 4. | 15 luglio 2012   | Open GDF SUEZ de Biarritz, Biarritz                             | Terra rossa | Mónica Puig             | Séverine Brémond Beltrame Laura Thorpe | 2-6, 3-6         |
| 5. | 13 ottobre 2013  | Torneo Internacional de Tenis Sant Cugat, Sant Cugat del Vallès | Terra rossa | Amanda Carreras         | Tatiana Búa Andrea Gámiz               | 6-4, 2-6, [7-10] |
| 6. | 1º giugno 2014   | Torneo Internazionale Femminile Città di Grado, Grado           | Terra rossa | Florencia Molinero      | Verónica Cepede Royg Stephanie Vogt    | 4-6, 2-6         |

## Grand Slam Junior

### Doppio

#### Sconfitte (1)
| Tornei del Grande Slam  |
| ----------------------- |
| Australian Open (0)     |
| Open di Francia (1)     |
| Torneo di Wimbledon (0) |
| US Open (0)             |

| N. | Data          | Torneo                  | Superficie  | Compagna                | Avversarie in finale        | Punteggio |
| 1. | 5 giugno 2010 | Open di Francia, Parigi | Terra rossa | María Teresa Torró Flor | Tímea Babos Sloane Stephens | 2-6, 3-6  |

## Risultati in progressione
| Sigla | Risultato               |
| ----- | ----------------------- |
| V     | Vincitore               |
| F     | Finalista               |
| SF    | Semifinalista           |
| O     | Oro olimpico            |
| A     | Argento olimpico        |
| SF    | Bronzo olimpico         |
| QF    | Quarti di Finale        |
| 4T    | Quarto turno            |
| 3T    | Terzo turno             |
| 2T    | Secondo turno           |
| 1T    | Primo turno             |
| RR    | Round Robin             |
| LQ    | Turno di qualificazione |
| A     | Assente                 |
| ND    | Non disputato           |

| Legenda superfici    |
| -------------------- |
| Cemento              |
| Terra battuta        |
| Erba                 |
| Superficie variabile |

### Singolare
| Tornei del Grande Slam     |     |     |     |     |     |     |     |     |      |
| Australian Open, Melbourne | A   | 1T  | 1T  | 2T  | 2T  | 1T  | 2T  | 1T  | 3–7  |
| Open di Francia, Parigi    | 1T  | A   | A   | 1T  | 1T  | 1T  | 2T  |     | 1–5  |
| Wimbledon, Londra          | A   | 1T  | A   | 2T  | 2T  | 1T  | 2T  |     | 3–5  |
| US Open, New York          | 2T  | 1T  | A   | 1T  | 1T  | 1T  | 2T  |     | 2–6  |
| Vittorie–sconfitte         | 1–2 | 0–3 | 0–1 | 2–4 | 2–4 | 0–4 | 4–4 | 0–1 | 9–23 |

### Doppio
| Tornei del Grande Slam     |     |     |     |     |     |     |     |       |
| Australian Open, Melbourne | 1T  | A   | 2T  | 1T  | 1T  | 2T  | 1T  | 2–6   |
| Open di Francia, Parigi    | A   | A   | 2T  | 1T  | 1T  | QF  |     | 4–4   |
| Wimbledon, Londra          | 1T  | A   | 2T  | 1T  | 2T  | 2T  |     | 3–5   |
| US Open, New York          | A   | A   | QF  | 2T  | 2T  | 1T  |     | 5–4   |
| Vittorie–sconfitte         | 0–2 | 0–0 | 6–4 | 1–4 | 2–4 | 5–4 | 0–1 | 14–19 |

### Doppio misto
| Tornei del Grande Slam     |     |     |     |     |     |     |     |     |     |
| Australian Open, Melbourne | A   | A   | A   | A   | 1T  | A   | A   | A   | 0-1 |
| Open di Francia, Parigi    | A   | A   | A   | A   | A   | A   | A   |     | 0-0 |
| Wimbledon, Londra          | A   | A   | A   | 1T  | A   | A   | A   |     | 0-1 |
| US Open, New York          | A   | A   | A   | A   | A   | A   | 1T  |     | 0-1 |
| Vittorie–sconfitte         | 0-0 | 0-0 | 0-0 | 0-1 | 0-1 | 0-0 | 0-1 | 0-0 | 0-3 |

## Vittorie contro giocatrici Top 10
| Stagione | 2015 | 2016 | 2017 | Totale |
| Vittorie | 1    | 0    | 2    | 3      |

| #    | Giocatrice         | Ranking | Evento              | Superficie | Turno | Punteggio        | Rank. LAR |
| ---- | ------------------ | ------- | ------------------- | ---------- | ----- | ---------------- | --------- |
| 2015 |                    |         |                     |            |       |                  |           |
| 1.   | Simona Halep       | 2       | China Open, Pechino | Cemento    | 1T    | 5-4 rit.         | 98        |
| 2017 |                    |         |                     |            |       |                  |           |
| 2.   | Madison Keys       | 9       | Miami Open, Miami   | Cemento    | 3T    | 7-5, 7-5         | 72        |
| 3.   | Svetlana Kuznecova | 9       | China Open, Pechino | Cemento    | 1T    | 6(2)-7, 7-5, 6-1 | 90        |